# شارع شورتلاند
شارع شورتلاند (بالإنجليزية: Shortland Street)‏ هو مسلسل دراما طبية تم إنتاجه في نيوزيلندا. بدأ عرضه في سنة 1992. بلغ عدد مواسم المسلسل 26 موسما، بلغ عدد حلقاته 6305 حلقات، وتبلغ مدة الحلقة الواحدة 30 دقيقة. المسلسل من تأليف جيسون دانييل ، وهو من إخراج ريتشارد بر. تم بث المسلسل لأول مرة بتاريخ 25 مايو 1992 من طاقم التمثيل تيمويرا موريسون، مارتن هندرسون وكارل أوربان. تقع أحداثه في مستشفى شارع شورتلاند الخيالي.

## وصلات خارجية
- الموقع الرسمي
- شارع شورتلاند على موقع IMDb (الإنجليزية)
- شارع شورتلاند على موقع كينوبويسك (الروسية)
- شارع شورتلاند على موقع قاعدة بيانات الفيلم (الإنجليزية)